# Seníky
Seníky (německy Woihäuser) jsou osada v okrese Cheb v Karlovarském kraji. Leží v katastrálním území Žírovice, je součástí města Františkovy Lázně. Nachází se asi 3 km severozápadně od Františkových Lázní a asi 9,5 km severozápadně od Chebu. V roce 2021 zde žilo 47 obyvatel v osmnácti domech.
V Seníkách je registrováno 17 čísel popisných. Nachází se zde sedm bezejmenných rybníků, ale i několik pojmenovaných: Borek, Dolní silniční rybník, Horní silniční rybník, Mlýnský rybník (největší), Nový žírovický rybník a Velký Hofman. Prochází tudy silnice III/21313.